# William Warelwast
William Warelwast, a veces conocido como William de Warelwast (muerto en 1137), fue un clérigo medieval normando y obispo de Exeter en Inglaterra. Warelwast era nativo de Normandía, pero se sabe poco sobre su pasado antes de 1087, cuando era secretario real del rey Guillermo II. La mayoría de su servicio al rey Guillermo fue como enviado diplomático, cuando estuvo muy implicado en la disputa del rey con Anselmo, el Arzobispo de Canterbury, lo que supuso el escenario inglés de la Querella de las Investiduras. Fue varias veces a Roma como un emisario al papa en los asuntos relacionados con Anselmo, uno de cuyos partidarios, el cronista medieval Eadmer, declaró que Warelwast sobornaba al papa y a los oficiales papales para asegurar resultados favorables para el rey Guillermo.
Posiblemente presente en la muerte del rey Guillermo durante un accidente de caza, Warelwast sirvió como diplomático al sucesor del rey, Enrique I. Después de la resolución de la Querella de las Investiduras, Warelwast fue premiado con el obispado de Exeter en Devon, aunque continuó sirviendo a Enrique como diplomático y Justiciar. Empezó la construcción de una nueva catedral en Exeter, y probablemente dividió la diócesis en archidiócesis. Warelwast se quedó ciego después de 1120, y después de su muerte en 1137 le sucedió su sobrino, Robert Warelwast.

## Primeros años
Poco se sabe sobre el pasado de Warelwast o de sus familiares antes de 1087. Después estuvo implicado en la fundación de las Casas de Canónigos Agustinianos, lo que –según el historiador D. W. Blake– implica que él fue también canónigo agustiniano o pasó algunos de sus primeros años en una casa de estos cánónigos. Algunos cronistas medievales hostiles a Warelwast, incluyendo a Eadmer, dicen que fue analfabeto, pero su carrera sugiere otra cosa, como es el hecho de usar documentos escritos. También debió de ser un experto orador, dado el número de veces que fue usado como diplomático. Estuvo posiblemente educado en Laon, donde más tarde durante su vida envió a su sobrino, Robert Warelwast, a la escuela. Otro sobrino suyo, William, llegó a ser el auxiliar del obispo.
Warelwast puede haber sido secretario del rey Guillermo I, como se encuentra en una carta del tiempo del rey Esteban (que reinó durante 1135–1154), que contiene una subvención a las iglesias de Exeter que se dio a Warelwast por "Willelmus, avus meus", o "William, mi abuelo/antepasado"; Esteban fue un nieto de Guillermo I, quien reinó durante 1066–1087.  Pero esta carta puede ser una falsificación, o el Willelmus referido allí puede haber sido Guillermo II más que Guillermo I. La carta en sí misma es evidencia insuficiente a para afirmar que Warelwast sirvió a Guillermo I, incluso que tales subvenciones fueron hechas como recompensa por el servicio real. Puede haber pasado que a Warelwast le fue otorgada tierra por Guillermo I, no porque fuera secretario real sino porque fuera un pariente; un posterior escritor medieval Guillermo de Worcester, reivindicaba que Warelwast estuvo relacionado con el rey.
El historiador C. Warren Hollister describió a William Warelwast como "astuto y leal sirviente del rey".